# Réserve ornithologique de Rott-Håstein-Kjør
La réserve ornithologique de Rott-Håstein-Run  est un site Ramsar situé sur la commune de Sola dans le comté de Rogaland, et composé de trois îles Rott, Håstein et Kjor ainsi que la zone maritime environnante. La réserve a une superficie de 107.21 km².
A l'intérieur de la réserve ornithologique on trouve la réserve naturelle de Kjørholmane, qui a été créée en 1982. L'ensemble de la réserve ornithologique est elle-même inclus dans la  zone de protection du paysage de Jærstrendene, qui a été créé en 2003. La zone a été déclarée zone Ramsar en 2011.
La plus grande colonie norvégienne de cormorans huppés a vécu dans la réserve.